# Podiumkunstendecreet
Het podiumkunstendecreet was een instrument van de Vlaamse overheid dat de ondersteuning van de professionele Vlaamse podiumkunsten regelde.

## Geschiedenis
Tot in 1993 was het theaterdecreet van 1976 van kracht dat voor de theaterkunsten de subsidies regelde. Reeds in 1985 vonden de theatergezelschappen het decreet verouderd en nam de onvrede onder hen toe.
In mei 1989 diende toenmalig Vlaamse minister van cultuur Patrick Dewael een eerste ontwerp-decreet in om het beleid meer aan te passen aan de praktijk, maar dit kwam niet ten uitvoer.
In 1993 kwam er pas een nieuw decreet onder de opvolger van Dewael, Hugo Weckx. Op 14 januari 1993 stemde de Vlaamse Raad in met het Decreet Houdende regeling van de subsidiëring van de werking van organisaties voor podiumkunsten, het podiumkunstendecreet, en werd op 27 januari 1993 bekrachtigd.
Ten opzichte van het oude theaterdecreet waren er een aantal belangrijke verschillen. Terwijl het theaterdecreet zich enkel richtte op de theaterkunsten, was er in het nieuwe podiumkunstenbeleid ruimte voor alle podiumkunsten. Deze werden onderverdeeld in vier categorieën: theater, dans, muziektheater en kunstencentra. Iedere categorie had voor haar discipline een eigen adviesraad die adviseerde hoeveel subsidie een gezelschap zou moeten krijgen en de subsidie verkreeg men voor een periode van vier jaar (in plaats van per jaar onder het theaterdecreet) om zo het makkelijker te maken een langetermijnplanning op te zetten. Een van de voorwaarden was dat ieder gezelschap een directeur moest hebben, wat echter niet door iedereen gewaardeerd werd gezien de aanstelling van hond Boris als directeur van het Antwerpse theatergezelschap De Zwarte Komedie. Ten opzichte van het oude decreet waren er minder kwantitatieve voorwaarden. Er was geen minimum in aantal producties, maar voor de verschillende categorieën waren er wel een minimum aantal voorstellingen. In de hoogste subsidiecategorie moest men minstens 140 voorstellingen spelen, maar gemiddeld was dit enkel 80 voorstellingen. Ook moest men zelf zorgen voor een eigen inkomen van minimaal 12,5 procent om maatschappelijk draagvlak aan te tonen.
Op 18 mei 1999 keurde het Vlaams Parlement een herziening goed van het podiumkunstendecreet. Deze herziening vond plaats na afloop van de eerste subsidieperiode van vier jaar van het decreet. In deze nieuwe versie blijven de verschillende categorieën (teksttheater, muziektheater, dans en kunstencentra) behouden, maar worden ze als één geheel behandeld. Een ander belangrijk verschil is het splitsen van de erkenning van kwalitatieve podiumkunsten en de subsidiëring van podiumkunsten, naar voorbeeld van het Muziekdecreet. 
2005 was het laatste jaar van het podiumkunstendecreet en de subsidies gingen over naar het nieuwe overkoepelende Kunstendecreet dat in 2006 van kracht werd.

## Erkenning
Een onderdeel van het podiumkunstendecreet is erkenning. Om erkend te worden moet een organisatie voldoende kwaliteit hebben. De kwaliteit wordt beoordeeld door te kijken naar of een organisatie een eigen positie in het podiumkunstenlandschap heeft, daarnaast een systematische spreiding en publiekswerving heeft en originaliteit en diversiteit toont.